# Pratityasamutpada
Uzasadnienie: To to samo pojęcie, tylko termin tu sanskrycki versus tam polski
Pratitya-samutpada (sanskryt, pali paticcasamuppāda), buddyjska doktryna współzależnego powstawania, stanowiąca istotną część buddyjskiej metafizyki. Według tej nauki, wspólnej dla wszystkich szkół buddyzmu, zjawiska ciała i umysłu warunkują się nawzajem i istnieją jako współzależna sieć przyczyn i skutków.
W momencie kiedy historyczny Budda Siakjamuni osiągnął oświecenie (bodhi) doświadczył wyzwolenia z kręgu cierpienia oraz wglądu w naturę wszechświata i w naturę czujących istot. Słowo bodhi oznacza “przebudzenie”, a tym, do czego przebudził się Budda, było zrozumienie prawa współzależnego powstawania. Zgodnie z tą doktryną jakieś zjawisko istnieje tylko dlatego, że “istnieją” inne zjawiska w niesamowicie złożonej sieci przyczyn i skutków,  która dotyczy przeszłości, teraźniejszości i przyszłości. Ponieważ wszystkie rzeczy są w ten sposób uwarunkowane i nietrwałe, dlatego też nie posiadają żadnej prawdziwej i niezależnej natury, chociaż dla nieprzebudzonego umysłu wydają się prawdziwie istniejącymi. Wszystkie zjawiska są fundamentalnie “puste” (sanskr. Siunjata pali Sunaya) i nie posiadają własnej natury. Ci, którzy postrzegają “rzeczy takimi jakimi są”, odrzucają przywiązanie i lgnięcie, przekształcają pragnienia w mądrość aż w końcu, przekraczając uwarunkowany świat formy, stają się buddami lub arhatami.

## Metoda wnioskowania
Jedno istniejąc, stwarza drugie; na skutek powstania jednego, powstaje drugie; nie istnieje jedno, nie powstaje drugie; na skutek ustania jednego, ustaje drugie. 

## Formuła współzależnego powstawania
Ogólna formuła współzależnego powstawania brzmi:
1. Przez niewiedzę (skt. avidyā) są warunkowane formacje karmiczne (skt. samkhārā),
2. Przez formacje karmiczne z poprzednich żywotów warunkowana jest odradzająca się świadomość (skt. patisandhi-viññana, ang. relinking or rebirth-consciousness)[1],
3. Przez świadomość warunkowane są mentalne i fizyczne zjawiska (skt. nāma-rūpa),
4. Przez mentalne i fizyczne zjawiska warunkowanych jest sześć podstaw (skt. salāyatana), to znaczy pięć fizycznych organów zmysłów i świadomość,
5. Przez sześć podstaw warunkowane jest zmysłowe lub mentalne wrażenie (skt. phassa) zwykle tłumaczone też jako kontakt,
6. Przez wrażenie jest warunkowane uczucie (skt. vedanā),
7. Przez uczucie jest warukowane pragnienie (skt. tanhā),
8. Przez pragnienie jest warunkowane przywiązanie (skt. upādāna),
9. Przez przywiązanie warunkowany jest proces stawania się (skt. bhava),
10. Przez (wytwarzający odrodzenie karmiczny) proces stawania się warunkowane jest odrodzenie (skt. jāti),
11. Przez odrodznie warunkowane są starość i śmierć (skt. jarāmarana) oraz smutek, lament, ból, zgryzota i rozpacz. W taki sposób ponownie w przyszłości powstaje to całe cierpienie[2].

## Zastosowanie
Zasada współzależnego powstawania znajduje zastosowanie w wyjaśnieniu czterech szlachetnych prawd: 
1. Dukkha: Istnieje cierpienie. Cierpienie jest nieodłączną częścią życia i można go doświadczyć jako brak satysfakcji, niezadowolenie, nietrwałość,
2. Samudaya: Przyczyną cierpienia jest pożądanie (tanha),
3. Nirodha: Istnieje koniec cierpienia,
4. Marga: Ścieżką, która prowadzi do ustania cierpienia jest ośmioraka szlachetna ścieżka.